# Ptinella tenella
Ptinella tenella es una especie de escarabajo del género Ptinella, tribu Ptinellini, familia Ptiliidae. Fue descrita científicamente por Erichson en 1845.

## Descripción
Habita debajo de la corteza de pinos muertos y en la madera podrida de álamos.

## Distribución
Se distribuye por Suecia, Austria, Finlandia, Noruega, Estonia, Alemania y Francia.